# FK Vėtra
El FK Vėtra Vilnius fou un club de futbol lituà de la ciutat de Vilnius.

## Història
Evolució del nom:
- 1996: FK Vėtra Rudiskes
- 2004: FK Vėtra Vilnius, en canviar de ciutat

L'any 2010 fou expulsat de la competició per problemes financers.

## Futbolistes destacats
- Clément Beaud
- Aidas Preikšaitis
- Andrius Skerla
- Darvydas Šernas
- Donatas Vencevičius